# تومي بودن
تومي بودن (بالإنجليزية: Tommy Bowden) هو لاعب كرة قدم أمريكية أمريكي، ولد في 10 يوليو 1954 في برمنغهام في الولايات المتحدة.

## وصلات خارجية
- الموقع الرسمي
- تومي بودن على موقع إن إن دي بي (الإنجليزية)